# Trachyrhamphus serratus
Trachyrhamphus serratus är en fiskart som först beskrevs av Temminck och Schlegel, 1850.  Trachyrhamphus serratus ingår i släktet Trachyrhamphus och familjen kantnålsfiskar. Inga underarter finns listade i Catalogue of Life.